# O-Zone
För den kemiska termen, se Ozon.
O-Zone var en moldavisk poptrio, vars medlemmar var Dan Bălan, Radu Sârbu, och Arsenie Toderas. Gruppen sjöng på rumänska. De gjorde hitlåten Dragostea din tei som toppade hitlistorna i många länder i Europa under 2003 och 2004. Låten skrevs av Dan Bălan men en liknande version dök upp ungefär samtidigt under 2004 av Paula Mitrache, med artistnamnet Haiducii. O-Zone stämde Haiducii och fick rätt i Rumäniens högsta domstol. Straffet blev 10 000 euro. Låtarna är extremt lika och Haiduciis version sålde bättre i till exempel Italien och Sverige medan övriga Europa föredrog originalversionen. I Tyskland låg låtarna etta och tvåa samtidigt på singellistan. 
Bandet gjorde också två uppföljare, Despre tine och De ce plâng Chitarele, som också sålde bra, men inte alls i samma omfattning. Även andra låtar som Numai tu och Sărbătoarea nopților de vară blev hyfsat välkända i öst- och centraleuropa.
O-Zone splittrades 2005 och samtliga bandmedlemmar satsar nu på solokarriärer. Arsenie Todiraș sjöng tillsammans med Natalia Gordienko låten Loca i Eurovision Song Contest 2006 och har gjort en singel som heter Love Me, Love Me. Radu Sârbu har tillsammans med DJ Mahay spelat in en låt som heter Dulce. Han har även gett ut skivan Alone.
I juli 2007 återförenades Arsenie och Radu och spelade tillsammans in låten July.

## Diskografi
- Dar, Unde Esti (1999)
- Number 1 (2002)
- DiscO-Zone (2004)